# Eternal Woman
Eternal Woman is een nummer van de Belgische indierockband dEUS uit 2008. Het is de tweede single van hun vijfde studioalbum Vantage Point.
"Eternal Woman" ontleent zijn titel aan een schilderij van Hans Bellmer, die dat van zijn moeder had gekregen. Het nummer zelf werd geïnspireerd door de documentaire Loud Quiet Loud over Pixies. dEUS-frontman Tom Barman liet Lies Lorquet van de groep Mintzkov de track inzingen omdat haar stem hem aan die van Pixies-zangeres Kim Deal deed denken. De plaat bereikte een bescheiden 35e positie in de Vlaamse Ultratop 50, waarmee het iets minder succesvol was dan voorganger The Architect.